# Klampenborg Station
Klampenborg Station er en station i bydelen Klampenborg i Storkøbenhavn. Stationen ligger på Kystbanen mellem København og Helsingør og er endestation for S-bane linje C, som i øvrigt er den eneste S-tog-linje der kører til denne station. Videre transport fra mod Helsingør kan opnås ved at benytte Kystbanen som afgår fra stationens andre spor.

Selve stationen er i ét plan, med en kiosk liggende i "midterøen". I østlig retning ligger Kystbanesporet og mod vest ligger selve bydelen Klampenborg. Går man mod nord kommer man op til Peter Lieps vej, hvorfra Dyrehaven kan ses. På dette stræk holder normalt hestevogne, som mod betaling, kører rundt i Dyrehaven og til Dyrehavsbakken.
Stationen ligger centralt i forhold til flere berømte besøgssteder, heriblandt kan nævnes:
- Dyrehavsbakken – verdens ældste forlystelsespark ligger ca. 10 minutters gang fra stationen.
- En af indgangene til Dyrehaven ligger i umiddelbar nærhed af udgangen fra stationen.
- Bellevue Strand – og dermed Strandvejen ligger blot få minutters gang fra togets holdeplads.
- Bellevue teatret – Teatrets bagside kan ses fra perronen og støder dermed op til stationens område.

- Perron på Klampenborg Station
- Kommandoposten på Klampenborg Station

## Antal rejsende
Ifølge Østtællingen var udviklingen i antallet af dagligt afrejsende på Kystbanen:
| År   | Antal | År   | Antal | År   | Antal | År   | Antal |
| ---- | ----- | ---- | ----- | ---- | ----- | ---- | ----- |
| 1984 | 1.245 | 1993 | 375   | 2000 | 381   | 2005 | 532   |
| 1987 | 786   | 1995 | 444   | 2001 | 614   | 2006 | 567   |
| 1990 | 776   | 1996 | 448   | 2002 | 418   | 2007 | 419   |
| 1991 | 449   | 1997 | 446   | 2003 | 328   | 2008 | 964   |
| 1992 | 323   | 1998 | 500   | 2004 | 1.072 |      |       |

Ifølge Østtællingen var udviklingen i antallet af dagligt afrejsende med S-tog:
| År   | Antal | År   | Antal | År   | Antal | År   | Antal |
| ---- | ----- | ---- | ----- | ---- | ----- | ---- | ----- |
| 1957 | -     | 1974 | 1.629 | 1991 | 1.051 | 2001 | 646   |
| 1960 | -     | 1975 | 600   | 1992 | 1.019 | 2002 | 809   |
| 1962 | -     | 1977 | 589   | 1993 | 940   | 2003 | 817   |
| 1964 | -     | 1979 | 814   | 1995 | 824   | 2004 | 225   |
| 1966 | -     | 1981 | 948   | 1996 | 943   | 2005 | 801   |
| 1968 | 2.259 | 1984 | 958   | 1997 | 931   | 2006 | 546   |
| 1970 | 2.086 | 1987 | 1.149 | 1998 | 674   | 2007 | 875   |
| 1972 | 1.671 | 1990 | 1.551 | 2000 | 961   | 2008 | 379   |